# Kako bubanj kaže (album)
Kako bubanj kaže četvrti je studijski album srpskog punk rock sastava Električni orgazam, koji je 1984. godine objavila diskografska kuća Jugoton.

## Popis pjesama

### A strana
| Br. | Skladba               | Trajanje |
| --- | --------------------- | -------- |
| 1.  | »Kako bubanj kaže«    |          |
| 2.  | »Klinci traže zabavu« |          |
| 3.  | »Pričam o tebi«       |          |
| 4.  | »Ja želim promene«    |          |

### B strana
| Br. | Skladba       | Trajanje |
| --- | ------------- | -------- |
| 1.  | »Fras u šupi« |          |
| 2.  | »Beograd«     |          |
| 3.  | »Skamenjen«   |          |
| 4.  | »Volim te«    |          |

## Sudjelovali na albumu
- Grof (Jovan Jovanović) — bas
- Čavke (Goran Čavajda) — bubnjevi
- Ivan Pajević — gitara
- Ivan Švager — saksofon
- Srđan Gojković — gitara, vokal
- Ljubomir Đukić — klavir, vokal

## Vanjske poveznice
- Kako bubanj kaže na Discogs